# Plaines d’inondation des Bahr Aouk et Salamat
Die Plaines d’inondation des Bahr Aouk et Salamat (‚Überschwemmungsgebiete des Bahr Aouk und des Salamat‘) sind ein Schutzgebiet der Ramsar-Konvention in den Provinzen Salamat und Moyen-Chari im Südosten der Republik Tschad. 

## Bedeutung
Das Schutzgebiet wurde am 1. Mai 2006 auf einer Fläche von 4.922.000 Hektar eingerichtet. Es befindet sich in den Überschwemmungsebenen des teilweise saisonal fließenden Flusses Salamat, dessen bedeutendster Zufluss der dem Darfur entspringende Wadi Bahr Azoum ist, und dem Bahr Aouk, dessen wichtigste Quellflüsse dem Bongo-Massiv entspringen. Von der IUCN wird das Gebiet unter Kategorie II (Nationalpark) eingestuft, da es hauptsächlich zum Schutz von Ökosystemen dient und der tschadische Nationalpark Zakouma einen Teil des Ramsar-Gebietes bildet.

## Geografie
Die weitläufige Ebene entstand in einer natürlichen Depression im südöstlichen Tschadbecken. Diese geomorphologische Besonderheit ließ ein Entwässerungssystem entstehen, das aus einer Reihe von Strömen besteht, die von Ost nach West fließen und die Region mit dem Schari-Fluss in der Region Sarh verbinden. Die größten Flüsse in der Ebene sind der Bahr Keïta, Bahr Salamat und der Bahr Aouk. Höher gelegene Bereiche finden sich auf den Plateaus Ibir und Bonn. Der größte See in der Überschwemmungsebene ist der Iro-See und es liegen eine Vielzahl kleinerer Seen, Teiche und Tümpeln in den Feuchtgebieten. 

## Klima
Die dominierende Vegetation entspricht zusammenfassend dem bewaldeten Savannentyp einer humiden Sudan-Savanne. Das Ramsar-Gebiet umfasst dabei biogeographisch drei unterschiedliche Vegetationszonen, die der Sudan-Guinea-Savanne im südlichen Teil, der Sudansavanne im mittleren Teil und der Sahel-Sudan-Savanne im nördlichen Teil und spiegelt dadurch die klimatischen Verhältnisse wider. Diese werden durch den Wechsel von zwei Jahreszeiten gekennzeichnet: einer Regenzeit von April/Mai bis Oktober und einer Trockenzeit von November bis April. Die Niederschlagsmengen in der sind abhängig von der Intensität des westafrikanischen Monsuns. Im Durchschnitt fallen 815 mm im nördlichen und 967,8 mm Niederschlag pro Jahr im südlichen Teil der Region. Die maximalen Tagesdurchschnittstemperaturen rangieren zwischen 30 °C im August, 39 °C im April und die minimalen zwischen 14 °C im Dezember und 23 °C im Mai. Die zu beobachtende relative Luftfeuchtigkeit variiert zwischen 31 % im Februar und 83 % im August.

## Ökologie

### Flora
Galeriewälder entlang der Flussläufe und eine Auenvegetation überwiegen in den Bereichen der saisonalen Feuchtgebiete und charakterisieren die Vegetation der Sudansavanne in der Region. Der Unterwuchs in diesen Feuchtgebieten werden von Gräsern der Gattungen Andropogon sp., Hyparrhenia sp. und Cymbopogon sp. gebildet. Die tieferen und feuchteren Senken werden von Gräsern Echinochloa stagnina, Echinochloa pyramidalis und Oryza barthii besiedelt. In der Regenzeit entwickelt sich ein typisch krautiger Unterwuchs in den Auengebieten der überschwemmten Ebenen. In den Übergangszonen der Überschwemmungsgebiete und Auen finden sich häufig die Baumarten Acacia albida, Acacia scorpioïdes, Acacia sieberiana. In den südlichen und den höher gelegenen Bereichen der Ebene wird der Baumbestand dichter und ähnelt immer mehr der bewaldeten Sudan-Guinea-Savanne. Baumarten wie die Afzelia africana, Daniella oliveri, Isoberlinia doka, Butyrospermum Parkii, Khaya senegalensis sind dort häufig anzutreffen.

### Fauna
Die Überschwemmungssavanne bietet einem breiten Spektrum der afrikanischen Fauna einen Lebensraum. Von besonderer Bedeutung sind sie jedoch für die Avifauna. Zugvögel der nördlichen Hemisphäre nutzen die Feuchtgebiete in den Ebenen des Salamat und Aouk als Rast- und Überwinterungsquartier auf ihren Zugrouten in das tropische Afrika. Heimische afrikanische Vogelarten sind der afrikanische Strauß (Struthio camelus), Kronenkranich (Balearica pavonina), Senegaltrappe (Eupodotis senegalensis), Schwarzbauchtrappe (Eupodotis bzw. Lissotis melanogaster), Stanleytrappe (Neotis denhami), Wanderfalke (Falco peregrinus) und verschiedenen Vertretern der eigentlichen Enten (Anas sp.). Bestände des Afrikanischen Elefanten (Loxodonta africana), der Kordofan-Giraffe (Giraffa camelopardalis antiquorum), Riesen-Elenantilope (Taurotragus derbianus) und des Leoparden (Panthera pardus) sind belegt. Ebenso sind Reptilien wie das Nilkrokodil (Crocodylus niloticus) und der Nilwaran (Varanus niloticus) in diesem Gebiet heimisch. Von besonderer Bedeutung für die Ernährung der örtlichen Bevölkerung sind die Süßwasserfische, wichtige Speisefische sind der Großnilhecht (Gymnarchus niloticus), Afrikanische Knochenzüngler (Heterotis niloticus), Hydrocynus forskahlii, Nilbarsch (Lates niloticus), Oreochromis niloticus und Clarias lazera. Es werden ca. 15.000 Tonnen Fisch in den Feuchtgebieten gefangen.